# استثنائی ۲۶
استثنایی ۲۶ (به هندی: Special 26) یا گروه ۲۶ فیلمی محصول سال ۲۰۱۳ و به کارگردانی نیراج پاندی است. در این فیلم بازیگرانی همچون آکشی کومار، کجال آگاروال، مانوج باجپایی، جیمی شرگیل، دیویا دوتا، انوپم کهیر، ساده اورهان ایفای نقش کرده‌اند.